# Holiday (альбом Дженніфер Пейдж)
«Holiday» — перший різдвяний та четвертий студійний альбом американської поп-співачки Дженніфер Пейдж. Цифровий реліз відбувся 11 листопада 2012 року; пізніше обмежене число фізичних копій можна було придбати на сайті Пейдж.

## Список композицій
| #   | Назва                                          | Тривалість |
| --- | ---------------------------------------------- | ---------- |
| 1.  | «Happy, Happy Holidays to You»                 | 2:38       |
| 2.  | «O Come, O Come Emmanuel» (із Chance Scoggins) | 4:18       |
| 3.  | «Coventry Carol»                               | 2:39       |
| 4.  | «Deck the Halls»                               | 2:30       |
| 5.  | «Jingle Bells»                                 | 2:23       |
| 6.  | «Miss You Most at Christmas Time»              | 3:34       |
| 7.  | «Silent Night» (Paige & Palermo)               | 3:18       |
| 8.  | «What Child Is This»                           | 3:47       |
| 9.  | «Merry Christmas (Falala)»                     | 3:24       |
| 10. | «We Wish You a Merry Christmas»                | 2:01       |

## Чарти
Альбом не потрапив до жодного американського чарту.